# Rebecca Creskoff
Rebecca Creskoff (Philadelphia (Pennsylvania), 1 februari 1971) is een Amerikaanse actrice.

## Biografie
Creskoff heeft gestudeerd aan de universiteit van Pennsylvania in haar geboorteplaats Philadelphia (Pennsylvania), hierna ging zij studeren aan de New York-universiteit waar zij haar master of fine arts haalde. Vanaf 28 april 2012 is zij getrouwd.

## Filmografie

### Films
Uitgezonderd korte films.
- 2017 Untitled Kourtney Kang Project - als Patty Jean
- 2014 Girltrash: All Night Long - als castingregisseur
- 2013 The Suspect – als Shannon
- 2011 I Melt with You – als Amanda
- 2010 Knucklehead – als Tina
- 2008 Libertyville – als Lorie
- 2006 Stroller Wars – als Cara
- 2003 Phil at the Gate – als ??
- 2001 Friends and Family – als Jenny Patrizzi
- 1998 Finding North – als Gina

### Televisieseries
Uitgezonderd eenmalige gastoptredens.
- 2018 - 2020 Single Parents - als Big Red - 4 afl.
- 2019 Claws - als Melba Lovestone / Melba Locklear - 9 afl.
- 2007 - 2015 Mad Men – als Barbara Katz – 3 afl.
- 2014 Bates Motel - als Christine Heldens - 5 afl.
- 2009 – 2011 Hung – als Lenore Bernard – 28 afl.
- 2011 Justified – als Carol Johnson – 3 afl.
- 2010 – 2011 Parenthood – als Carly Barow
- 2009 – 2010 Jonas L.A. – als Sandy Lucas – 5 afl.
- 2005 – 2006 Girlfriends – als Jennifer Miller – 6 afl.
- 2004 – 2005 Quintuplets – als Carol Chase – 22 afl.
- 2002 – 2003 Greetings from Tucson – als Elizabeth Tiant – 22 afl.
- 2000 The Practice – als Dr. Jeanni Reynolds – 3 afl.

- Gemeinsame Normdatei: 1142420736
- International Standard Name Identifier: 0000 0001 0819 8507
- Library of Congress Control Number: no2010206649
- Virtual International Authority File: 160653559
- WorldCat: E39PBJgMyPgYBbThpXCQGQtBT3